# Beutenmühle (Ehingen am Ries)
Beutenmühle ist ein Gemeindeteil der Gemeinde Ehingen am Ries im Landkreis Donau-Ries (Regierungsbezirk Schwaben, Bayern).

## Lage
Die Einöde steht etwa einen Kilometer südwestlich des Ortszentrums von Ehingen am Mühlbach, einem rechten Zufluss der Wörnitz vor Munningen. Der Ort liegt in der Gemarkung Ehingen am Ries und gehörte bereits vor der Gebietsreform in Bayern zur Gemeinde.